# Amor de Verão
Amor de Verão é um álbum de estúdio de Felipe Dylon, lançado em 2004 pela EMI Music. Esse disco foi premiado com Disco de Platina pela PMB por mais de 125 mil cópias vendidas no Brasil.

## Faixas
1. Pé Na Estrada
2. Um Amor De Verão
3. Shock
4. Nunca Ninguém
5. Eu Quero Você Pra Mim
6. Sem Você Nada É Igual
7. Faço Tudo Pra Você Me Notar
8. Ciúme de Você
9. Deixa Disso
10. Musa do Verão
11. Mais Perto de Mim